# Abszolútérték-függvény

Az abszolútérték-függvény grafikonja

Az abszolútérték-függvény egy elemi egyváltozós valós függvény, mely minden valós számhoz az abszolút értékét rendeli, azaz önmagát, ha a szám nemnegatív, és az ellentettjét, ha a szám negatív.
Egy x szám abszolút értékét így jelölik:
{\displaystyle |x|\,}.
Magát az abszolútérték-függvényt, vagyis az
{\displaystyle x\mapsto |x|\,}
hozzárendelést vagy sehogy se jelölik, vagy az abs szimbólummal, esetleg az analízisben használatos {\displaystyle \scriptstyle {|\,.\,|}} jelöléssel, ahol a pont a változó helyét jelöli.

## Ekvivalens definíciók
Az abszolútérték-függvény tehát nem más, mint az
függvény. Tekintve, hogy az abszolút értéknek sokféle ekvivalens megfogalmazása van, az abszolútérték-függvényt is több alakban adhatjuk meg. Tetszőleges x valós szám esetén:
| 1. {\displaystyle \mathrm {abs} (x)\ =\ \|x\|\ =\ {\begin{cases}\ x,&{\mbox{ha }}x\geq 0,\\-x,&{\mbox{ha }}x<0\end{cases}}} 2. {\displaystyle \mathrm {abs} (x)\ =\ \|x\|\ =\ x\cdot \operatorname {sgn}(x)} 3. {\displaystyle \mathrm {abs} (x)\ =\ \|x\|\ =\ \max\{x,-x\}\,} |

ahol sgn(x) az ún. szignumfüggvény vagy előjelfüggvény, max pedig a mellette álló rendezetlen párból választja ki a nem kisebbet.
Ezen definíciók teljességgel ekvivalensek.

## Példák
{\displaystyle |7|=7}
{\displaystyle |{-8}|=-(-8)=8}

## Analitikus tulajdonságok

### Nemnegativitás
A teljes értelmezési tartományon nemnegatív, ezért abszolút értéke önmaga. Tehát minden x valós számra
{\displaystyle |\,|x|\,|=|x|}
Ugyanis a nemnegatív számokon identikus, azaz értéke a független változó (argumentum) értékével egyenlő, míg a negatív számokon a független változó értékének ellentettjét, azaz nemnegatív számot vesz föl.

### Szubadditivitás
Rendkívül fontos mind a matematikai, mind a fizikai alkalmazások számára az a tulajdonsága, hogy szubadditív, azaz tetszőleges x,y valós számokra:
{\displaystyle |x+y|\leq |x|+|y|}
amely kijelentés lényegében a valós számokra vonatkozó háromszög-egyenlőtlenség.

### Folytonosság
Az értelmezési tartomány minden pontjában folytonos, tehát az R-en folytonos függvények C(-∞, +∞) osztályába tartozik.
A Lipschitz-folytonosság a szubadditivitásból és a fordított háromszög-egyenlőtlenségből következik, ahol a Lipschitz-konstans {\displaystyle L=1}:
{\displaystyle {\bigl |}|z|-|w|{\bigr |}\leq |z-w|}.

### Derivált és integrál
Az abszolútérték-függvény a {\displaystyle (-\infty ,0)} halmazon megegyezik az {\displaystyle x\mapsto -x} függvénnyel, amely minden nyílt intervallumon differenciálható, és a deriváltja {\displaystyle -1}. Hasonlóan, a függvény a {\displaystyle (0,+\infty )} halmazon megegyezik az {\displaystyle x\mapsto x} függvénnyel, amely szintén minden nyílt intervallumon differenciálható, és a deriváltja {\displaystyle 1}. Emiatt a függvény az {\displaystyle \mathbb {R} \setminus \{0\}} halmazon differenciálható és a deriváltja a szignumfüggvény. A 0-ban nem deriválható, ott töréspontja van (balról deriválva -1-et, jobbról deriválva 1-et kapunk, holott a deriválhatóság feltétele, hogy a jobb és bal oldali derivált megegyezzen).
{\displaystyle \mathrm {abs} '(x)=\mathrm {sgn} (x)\quad \quad x\neq 0}
Korlátos intervallumon integrálható. Egy határozatlan integrálja {\displaystyle x\mapsto {\tfrac {1}{2}}x^{2}\operatorname {sgn}(x)}.

### Arkhimédészi tulajdonság
Az abszolútérték arkhimédészi norma, azaz, hogyha van egy {\displaystyle n} egész szám, melyre {\displaystyle |n|>1}, akkor minden {\displaystyle m>1} egész számra teljesül, hogy {\displaystyle |m|>1}.

## Algebrai tulajdonságok

### Multiplikativitás
„Erős” értelemben multiplikatív, azaz tetszőleges x,y valós számokra:
{\displaystyle |x\cdot y|=|x||y|\,}

### Iteráció-invariancia
Nemnegativitásából következően az iteráció (önmagára alkalmazás) műveletére nézve fixpontként viselkedik a függvény, azaz bármely pozitív (n-ed) rendű iteráltja önmaga:
{\displaystyle {\underset {n\;\mathrm {db} }{\underbrace {|\,|...|} }}x{\underset {n\;\mathrm {db} }{\underbrace {|...|\,|} }}=|x|\,}
vagy az analízis formalizmusában
{\displaystyle {\underset {n\;\mathrm {db} }{\underbrace {\mathrm {abs} \circ \mathrm {abs} \circ ...\circ \mathrm {abs} } }}=\mathrm {abs} \,}

## Abszolútértékes egyenletek és egyenlőtlenségek
A megoldáshoz tudni kell, hogy {\displaystyle |a|=b} esetén következik, hogy {\displaystyle a=b} vagy {\displaystyle a=-b}. Hogyha {\displaystyle b<0}, akkor {\displaystyle |a|=-b}.
Például szeretnénk megoldani az {\displaystyle |x+3|=5} egyenletet a valós számokon. 
A számolás a következő:
{\displaystyle |x+3|=5}
{\displaystyle \Leftrightarrow x+3=5{\text{ vagy }}x+3=-5}
{\displaystyle \Leftrightarrow x=5-3{\text{ vagy }}x=-5-3}
{\displaystyle \Leftrightarrow x=2{\text{ vagy }}x=-8}
Tehát az egyenletnek két megoldása van {\displaystyle x}-re, jelesül 2 és −8.
Egyenlőtlenségek esetén alkalmazhatók:
{\displaystyle |a|\leq b\Leftrightarrow -b\leq a\leq b}
{\displaystyle |a|\geq b\Leftrightarrow a\leq -b{\text{ vagy }}b\leq a}
Például szeretnénk meg oldani az {\displaystyle |x-3|\leq 9} egyenlőtlenséget a valós számokon.
Számolhatunk a következőképpen:
{\displaystyle |x-3|\leq 9}
{\displaystyle \Leftrightarrow -9\leq x-3\leq 9}
{\displaystyle \Leftrightarrow -9+3\leq x\leq 9+3}
{\displaystyle \Leftrightarrow -6\leq x\leq 12}
Tehát megoldásként a {\displaystyle [-6,12]} intervalllum adódik.
Általában az {\displaystyle x}, {\displaystyle m} és {\displaystyle r} valós számokra:
{\displaystyle |x-m|\leq r\iff x\in [m-r,m+r]}.

## Általánosítás
Komplex számok, kvaterniók, sőt bizonyos más algebrák esetén is értelmezik az abszolút érték fogalmát. Ha z = a + b i komplex szám, akkor abszolút értéke a
{\displaystyle |z|={\sqrt {a^{2}+b^{2}}}\,}
valós szám, mely lényegében a komplex számot reprezentáló síkvektor hossza.
Általában egy algebrában az abszolút érték olyan norma, mely teljesíti a fent említett erős multiplikatív tulajdonságot.

### Komplex abszolútérték
Legy {\displaystyle z=x+\mathrm {i} y}, ahol {\displaystyle x}, {\displaystyle y} valós. Ekkor
{\displaystyle |z|={\sqrt {z\cdot {\bar {z}}}}={\sqrt {(x+\mathrm {i} y)\cdot (x-\mathrm {i} y)}}={\sqrt {x^{2}+y^{2}}}},
ahol {\displaystyle {\bar {z}}} a {\displaystyle z} szám komplex konjugáltja. Hogyha {\displaystyle z} valós, akkor {\displaystyle y=0}, így {\displaystyle z=x}; ezzel a komplex abszolútérték
{\displaystyle |x|={\sqrt {x^{2}}}}
ami éppen megegyezik a valós abszolútértékkel.
A komplex abszolútértékre példa: 
{\displaystyle |3+4\mathrm {i} |={\sqrt {(3+4\mathrm {i} )\cdot (3-4\mathrm {i} )}}={\sqrt {3^{2}-(4\mathrm {i} )^{2}}}={\sqrt {3^{2}+4^{2}}}={\sqrt {25}}=5}
A komplex abszolútérték nem komplex differenciálható, hiszen csak valós értékeket vesz fel, így nem teljesíti a Cauchy-Riemann-egyenleteket.

### Norma
Egy normának három tulajdonságnak kell megfelelnie: definitség, abszolút homogenitás és szubaddditivitás. Mivel a valós és a komplex abszolútértéknek megvannak ezek a tulajdonságai, azért mindkettő norma, mégpedig abszolútérték-norma. 
A definitség következik abból, hogy a négyzetgyökfüggvénynek a nulla az egyetlen nullhelye:
{\displaystyle |z|=0\;\Leftrightarrow \;{\sqrt {z{\bar {z}}}}=0\;\Rightarrow \;z{\bar {z}}=0\;\Leftrightarrow \;z=0}
A homogenitás adódik abból, hogy ha {\displaystyle w,z} komplex számok, akkor
{\displaystyle |w\cdot z|^{2}=(w\cdot z){\overline {(w\cdot z)}}=(w\cdot z)({\bar {w}}\cdot {\bar {z}})=(w\cdot {\bar {w}})(z\cdot {\bar {z}})=|w|^{2}\cdot |z|^{2}}
A háromszög-egyenlőtlenség:
{\displaystyle {\begin{aligned}|w+z|^{2}&=(w+z){\overline {(w+z)}}=(w+z)({\bar {w}}+{\bar {z}})=w{\bar {w}}+w{\bar {z}}+z{\bar {w}}+z{\bar {z}}=\\&=|w|^{2}+|z|^{2}+w{\bar {z}}+{\overline {w{\bar {z}}}}=|w|^{2}+|z|^{2}+2\operatorname {Re} (w{\bar {z}})\\&\leq |w|^{2}+|z|^{2}+2\,|w{\bar {z}}|=\\&=|w|^{2}+|z|^{2}+2\,|w|\,|z|=(|w|+|z|)^{2},\end{aligned}}}
ahonnan négyzetgyökvonással adódik az eredmény. Itt kihasználtuk, hogy a konjugálás felcserélhető a szorzással és az összeadással. Továbbá azt, hogy a kétszeri konjugálás eredménye a kiindulási komplex szám; illetve, hogy a komplex abszolútérték legalább akkora, mint a valós része. Valós esetben nincs szükség konjugálásra.
Az abszolútérték-normát indukálja a skaláris szorzat a valós és a komplex számok fölött. Jelölje {\displaystyle x} és {\displaystyle y} a két számot. Az abszolútérték-norma által indukált metrika:
{\displaystyle d(x,y):=|x-y|},
ahol a távolság két szám különbségének abszolútértéke.
A definitség, abszolút homogenitás és szubaddditivitás alapján az abszolútérték tetszőleges vektortérre általánosítható. Az egyértelműség azonban nincs biztosítva.

### Egyéb testek fölött
Legyen {\displaystyle D} integritástartomány, és {\displaystyle \varphi } egy {\displaystyle D\rightarrow \mathbb {R} } függvény! Teljesüljenek még a következő tulajdonságok is:
|  | {\displaystyle \varphi (x)\geq 0}                               | (0) | Nemnegativitás                            |
|  | {\displaystyle \varphi (x)=0\iff x=0}                           | (1) | Definitség                                |
|  |                                                                 |     | (0) és (1) együtt pozitív definitség      |
|  | {\displaystyle \varphi (x\cdot y)=\varphi (x)\cdot \varphi (y)} | (2) | Multiplikativitás, abszolút homogenitás   |
|  | {\displaystyle \varphi (x+y)\leq \varphi (x)+\varphi (y)}       | (3) | Szubadditivitás, háromszög-egyenlőtlenség |

A {\displaystyle \varphi } függvény kiterjesztése a hányadostestre a multiplikativitás miatt egyértelmű. Ezekkel a tulajdonságokkal a {\displaystyle \varphi } függvény a hányadostest értékelése.
Ha {\displaystyle \varphi (n)\leq 1} minden {\displaystyle n:=\underbrace {1+\dotsb +1} _{n{\text{-szer}}}} természetes számra, akkor a norma vagy az értékelés nemarkhimédészi.
A {\displaystyle \varphi (x)=1} minden {\displaystyle x\neq 0} esetben triviális nemarkhimédészi norma vagy értékelés.
Nemarkhimédészi esetben teljesül
|  | {\displaystyle \varphi (x+y)\leq \max(\varphi (x),\varphi (y))} | (3’) | az éles háromszög-egyenlőtlenség. |

Emiatt a norma ultrametrikus. Megfordítva, minden ultrametrikus norma nemarkhimédészi.
- Ha egy integritástartománynak van arkhimédészi normája, akkor karakterisztikája nulla.
- A nem nulla (azaz prímszám) karakterisztikájú integritástartományoknak csak nemarkhimédészi normája lehet.
- A véges integritástartományok prímkarakterisztikájú véges testek, ahol csak a triviális norma létezik.
- A racionális számok {\displaystyle \mathbb {Q} } teste, mint prímtest karakterisztikája nulla, és véges bővítésein mind arkhimédészi, mint nemarkhimédészi normák vannak.
- Az Ostrowski-tétel szerint a racionális számokon egyetlen arkhimédészi norma van (ami euklideszi is). A többi norma nemarkhimédészi p-adikus norma, ahol a p betű prímszámra utal. Mindezekre érvényes az approximációs tétel.

Ha {\displaystyle K} test, akkor a rajta normával indukált metrikák teljessé tehetők. Az így teljessé tett testet {\displaystyle {\hat {K}}} jelöli. A racionális számok arkhimédészi teljessé tételei {\displaystyle {\hat {\mathbb {Q} }}=\mathbb {R} } és {\displaystyle {\widehat {\mathbb {Q} (\mathrm {i} )}}={\hat {\mathbb {Q} }}(\mathrm {i} )=\mathbb {C} }. A nemarkhimédészi teljessé tételek {\displaystyle {\hat {\mathbb {Q} }}=\mathbb {Q} _{p}} minden {\displaystyle p} prímre.
A triviális norma kiterjesztése is triviális.
Legyenek {\displaystyle \varphi } és {\displaystyle \psi } egy {\displaystyle K} test normái vagy értékelései! Ekkor a következők:
1. Minden {\displaystyle \{x_{\nu }\}} sorozat, ami {\displaystyle \varphi } szerint nullsorozat, azaz {\displaystyle \lim \limits _{\nu \to \infty }\varphi (x_{\nu })=0}, akkor {\displaystyle \psi } szerint is nullsorozat – és megfordítva.
2. Ha {\displaystyle \varphi (x)<1}, akkor {\displaystyle \psi (x)<1}.
3. {\displaystyle \psi } a {\displaystyle \varphi } hatványa, vagyis {\displaystyle \psi (x)=\varphi (x)^{\epsilon }} minden {\displaystyle x} esetén egy előre rögzített {\displaystyle \epsilon >0} számmal.

## Lásd még
- szignumfüggvény
- norma (matematika)

## Fordítás
Ez a szócikk részben vagy egészben  a   Betragsfunktion című német Wikipédia-szócikk fordításán alapul.  Az eredeti cikk szerkesztőit annak laptörténete sorolja fel. Ez a jelzés csupán a megfogalmazás eredetét és a szerzői jogokat jelzi, nem szolgál a cikkben szereplő információk forrásmegjelöléseként.